# Avioane bazate pe transportoare

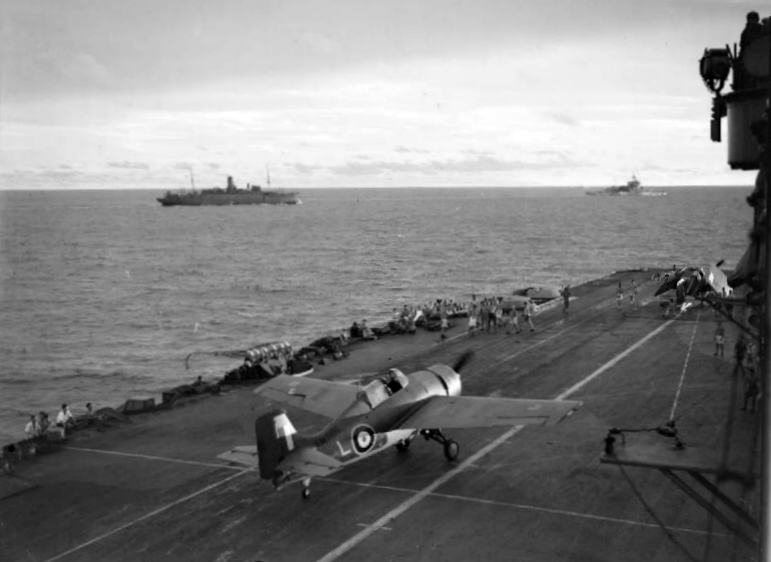
Grumman Martlet aliniat pentru decolare pe puntea portavionului HMS Formidable

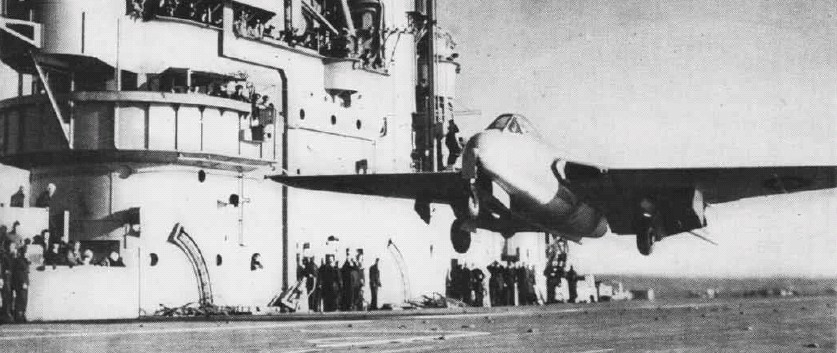
Prima aterizare și decolare al unui avion cu reacție, pe un portavion, pe De Havilland Vampire în 1945

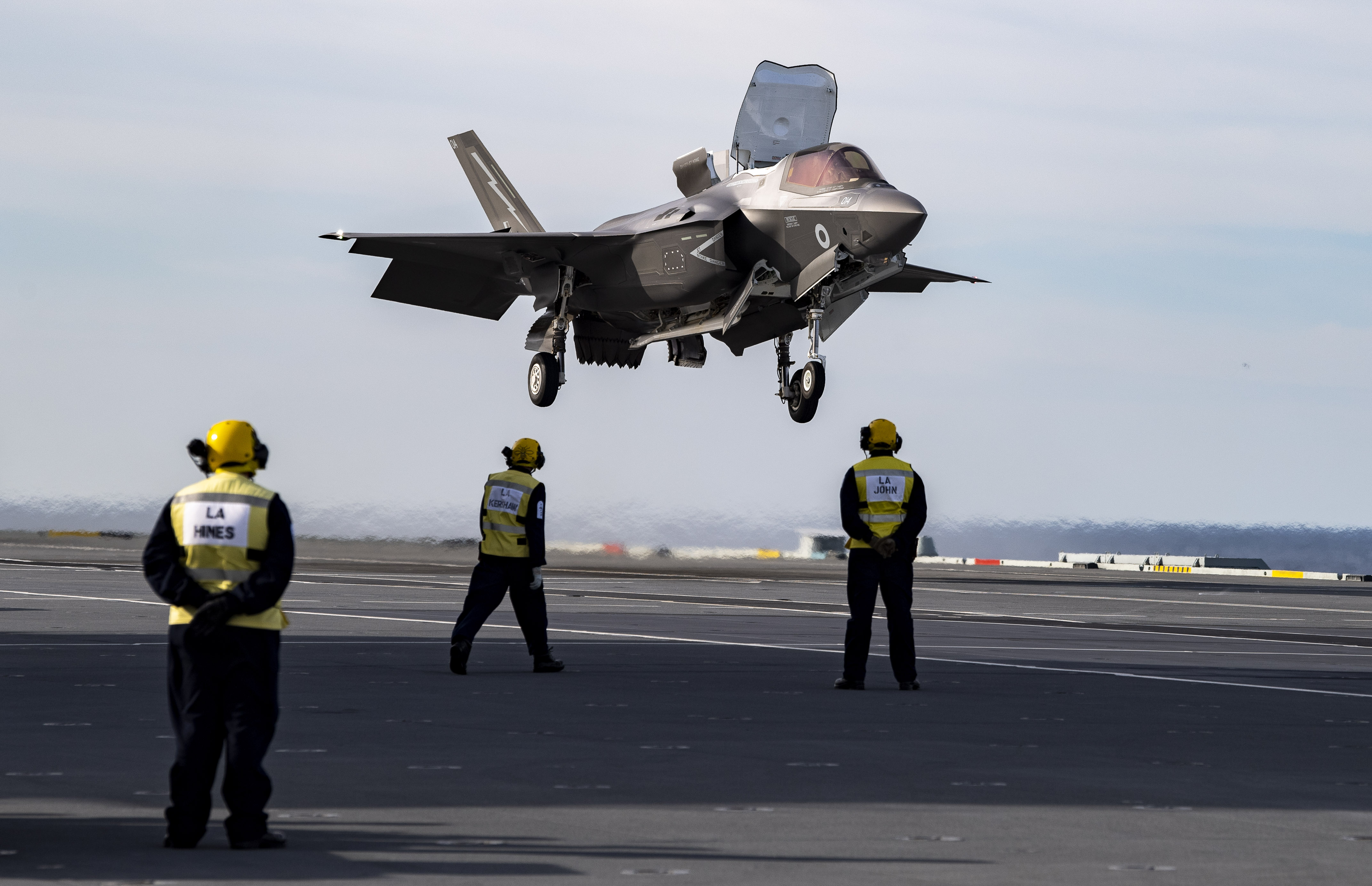
Avionul F-35B STOVL

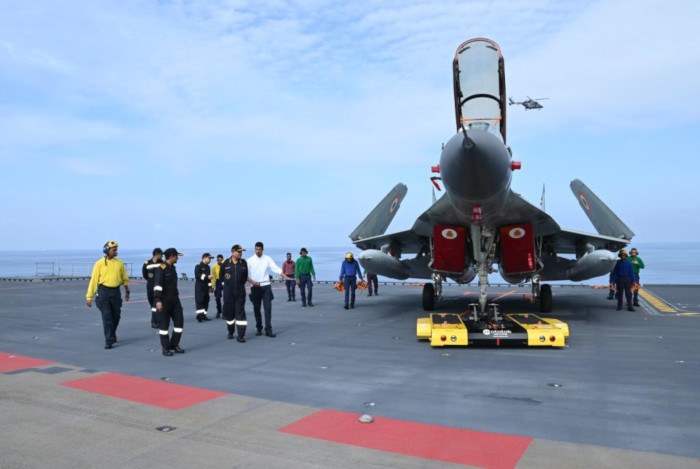
Indian Navy MiG-29K la bordul INS Vikrant în 2022.

Avioane bazate pe transportoare sau avioane îmbarcate sunt avioane ce fac parte din aviația navală și care sunt special concepute pentru a acționa de pe portavioane, având cerințe care depind de conceptul transportorului utilizat. Echipamentul suplimentar include în primul rând un cârlig de prindere montat în locul bechiei, pentru prinderea și oprirea rapidă a aeronavei după aterizare folosind funiile (sandou) de siguranță de pe puntea portavionului, de asemenea un tren de aterizare întărit pentru a face față sarcinilor mecanice mai mari din aterizările dure pe punte. În aceste cazuri, se vorbește despre un principiu CATOBAR sau STOBAR. Pentru operarea cu un transportor CATOBAR, o aeronavă necesită în plus un dispozitiv de lansare prin catapultare. Transportoarele care operează pe principiul STOVL utilizează de regulă starterele verticale pentru aeronave, care de obicei decolează cu un start scurt, cu sau fără trambulină de schi (ski jump) și aterizează pe verticală. Aripile pliabile sunt utile pentru o parcare mai compactă. Aeronavele bazate pe transportatori pot fi ușor trimise în misiune de pe uscat, invers fiind mai dificil.
.

## Avioane moderne bazate pe operatori de transport în serviciu activ
- Boeing EA-18G Growler
- Boeing F/A-18E/F Super Hornet
- Bell-Boeing V-22 Osprey
- British Aerospace Sea Harrier
- Dassault Super Étendard
- Dassault Rafale M
- Grumman C-2 Greyhound
- Grumman E-2 Hawkeye
- Grumman EA-6 Prowler
- Grumman KC-2 Turbo Trader
- Hawker Siddeley AV-8S Harrier
- McDonnell Douglas A-4KU Skyhawk (AF-1)
- McDonnell Douglas AV-8B Harrier II
- McDonnell Douglas F/A-18 Hornet und Super Hornet
- Mc Donnell Douglas T-45 Goshawk
- MiG-29K
- Sukhoi Su-25UTG/UBP
- Suchoi Su-33
- Shenyang J-15

## Vezi și
- Portavion
- Aviație navală